# 리처드 길리랜드

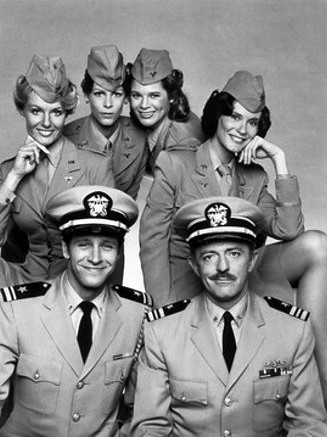

리처드 길리랜드(Richard Gilliland, 1950년 1월 23일 ~ )는 미국의 배우이다.
포트워스에서 태어났다.

## 출연 작품
- 홈 룸 (2002년)
- 독 워치 (1997년)
- 스타 키드 (1997년)
- 5인의 테러리스트와 나홀로 게임 2 (1996년)
- 테이크 미 홈 어게인 (1994년)
- 악당과 악동들 (1991년)
- 위험 지역 (1988년)
- 맥주 맥주 대소동 (1987년)
- 잃어버린 휴가 (1985년)
- 아들과 애인 (1985, Challenge of a Lifetime)
- 에어플레인 2 (1982년)
- 작은 아씨들 (1978년)
- 마지막 우정 (1977년)
- 스테이 헝그리 (1976년)
- 버그 (1975년)
- 언웨드 파더 (1974년)

### 텔레비전
- 덱스터 시즌4 (2009년) - 에디 역
- 조안 오브 아카디아 (2003년)
- 꿈꾸는 낙원 (1978년)
- 사랑의 유람선 (1977년)
- 월튼네 사람들 (1972년)
- 형사 맥밀란 (1971년)